# مجلة اقرأ
مجلة اقرأ، من المجلات الأسبوعية التي صدرت عن مؤسسة البلاد للصحافة والنشر.

## صدورها
صدر العدد الأول من المجلة يوم الخميس 21 /11/ 1394هـ الموافق 25/ 12/ 1974م، وهي مجلة سياسية اجتماعية مديرها العام عبد الله الدباغ، ورئيس تحريرها عبد الله مناع، ومدير التحرير هاشم عبده هاشم، في العدد الأول من المجلة صدرت الأفتتاحية التي أوضح فيها رئيس التحرير خطتها واتجاهاتها وسياستها العامة في مقال تحت عنوان"صحافة المعادلة الصعبة" من الحلم القديم الذي عشنا فيه وعليه زمناً نستمد أسباب الرحلة ومقدماتها.. ومن التطلع الصادق المؤمن نحو صحافة تكسر طوق الرقابة والانطواء وتعبر أرض النعاس والتثاؤب كانت مرتكزاتنا.."

## الثقافة والمجلة
- من أبرز الأبواب الثقافية التي أهتمت بها المجلة منذ نشأتها باب بعنوان «ثقافة» كان يُنشر في صفحتين يختص بمعالجة الموضوعات المتصلة بالثقافة والأدب، ولم يُذكر اسم المشرف على هذا الباب
- في عام 1395هـ خصصت المجلة باباً أدبياً بعنوان:«حوار وقضية» حيث تُعرض فيه إحدى القضايا الأدبية مثل: أدب الشيوخ، وأدب الشباب، وذلك من خلال إجراء حوار مع أحد الأدباء المحليين، ثم حدث وتطور في الأهتمامات الأدبية للمجلة، ومنذ العدد 148 خصصت المجلة باباً بعنوان «الحياة الثقافية» بإشراف فهد الخليوي حيث كان يحتوي على الأخبار الثقافية، والحوارات الأدبية، والمقالات الأدبية، والقصائد الشعرية
- في عام 1399هـ تولى الإشراف على باب الحياة الثقافية يوسف رحال الذي عمل على تطوير المواد الأدبية؛ فكان يستهل الباب بكلمة افتتاحية يعرض فيها قضايا الأدب مثل كلمة ملاحظة أدبية المنشورة في العدد 212 عن موضوع تكريم الأدباء، كما خصص جانباً تُعرض فيه بعض الدواوين الشعرية ونقدها، ونشر بعض الإنتاج الشعري واللقاءات الأدبية
- في عام 1400هـ/1979م حدث تطور في باب الحياة الثقافية حين ظهر باب أدبي فرعي بعنوان «برقيات أدبية» وهي عبارات قصيرة موجهة إلى الأدباء، كما أهتم الباب أيضاً بنشر أشعار مترجمة لكُتاب غربيين، وقد كانت المجلة تمزج الطابع المحلي والطابع العلمي في كتاباتها في آنٍ واحد، ثم خصصت المجلة باباً أدبياً بعنوان «أعلام الأدب في العالم» الذي يتحدث عن المشاهير الأدباء أمثال سوفوكليس، وأفلاطون، وفرجيل، كما أهتمت المجلة بنشر الإنتاج الشعري للشعراء الشبان في المملكة مثل عبد الله الصيخان، ومحمد جبر الحربي، ومحمد عبد الله عسيري، وخصصت باباً في المجلة بعنوان«الحياة الثقافية» الذي تتطرق فيه إلى الحداثة والمشرف عليه آنذاك عبد الله باهيثم.[3]

## رؤساء تحرير مجلة اقرأ
| رئيس التحرير     | من تاريخ               | إلى تاريخ       | مصدر  |
| ---------------- | ---------------------- | --------------- | ----- |
| عبد الله مناع    | 1394هـ                 | 24 رمضان 1407هـ |       |
| أحمد السباعي     | 25 جمادى الأولى 1408هـ | 30 شعبان 1409هـ |       |
| يحيى أحمد باجنيد | 8 رمضان 1409هـ         |                 |       |
| محمد صادق دياب   |                        |                 |       |
| حسن الظاهري      | ربيع الأول 1421هـ      | رجب 1424هـ      |       |
| علي محمد الحسون  | 1 شعبان 1424هـ         | رمضان 1437هـ    | [ 1 ] |
| محمد عودة الجهني |                        |                 |       |

## انظر ايضاً
- جدة
- مجلة المنهل